# Кара (озеро)
Кара или Аралагуна (исп. Laguna Khara, Laguna Kara) — бессточное солёное озеро Центральноандийского нагорья на юго-западе Боливии. Административно располагается на территории кантона Соникера на юге муниципалитета Кольча "К" в провинции Нор-Липес департамента Потоси.
Озеро находится на высоте 4509 метров над уровнем моря, занимая площадь 12 км² в бессточной области на северной границе центральной пустынной части пуны плато Альтиплано. Является одним из крупных солёных озёр Центральных Анд, озёрный рассол отличается повышенным содержанием карбоната натрия. Котловина озера вулканического происхождения, по форме напоминает квадрат.